# Gran Premio di Francia 2007
Il Gran Premio di Francia 2007 è stata l'ottava prova del Campionato mondiale di Formula 1 2007. Svoltasi il 1º luglio 2007 sul Circuito di Magny-Cours, ha visto la Ferrari ottenere il primo e il secondo posto, la prima doppietta dal Gran Premio di Germania 2006.
Anche grazie a varie innovazioni tecniche portate per l'appuntamento in terra francese, il team di Maranello è riuscito ad imporsi fin dalle libere. Inoltre la Ferrari, nella seconda sessione di prove del venerdì, ha piazzato 4 vetture con il proprio motore nei primi 5 posti. Massa è stato poi in grado di conquistare la pole position, la prima dal Gran Premio di Spagna, e Räikkönen di vincere il Gran Premio davanti al compagno di squadra e ad Hamilton.
Dietro di loro sono giunti inoltre i due piloti BMW Kubica e Heidfeld, seguiti da Fisichella, Alonso e Jenson Button, per la prima volta a punti nel corso della stagione.

## Vigilia

### Aspetti sportivi
Dopo il Gran Premio degli Stati Uniti si disputarono a Silverstone tre giornate di test a cui presero parte tutti i team di Formula 1 ad eccezione di Honda e Super Aguri, che preferirono effettuare prove a Jerez.
Nei primi due giorni di prove né Ferrari né McLaren fecero segnare i tempi migliori, conquistati invece dalla Toyota.
Nella terza giornata Felipe Massa conseguì le migliori prestazioni precedendo Nico Rosberg e Fernando Alonso; al termine delle prove entrambi i ferraristi si dichiararono fiduciosi per il successivo appuntamento mondiale in terra francese.
Per quel che riguarda i fatti avvenuti fuori dal circuito, la scuderia di Maranello presentò al tribunale di Modena una causa contro il suo dipendente Nigel Stepney per aver sabotato la Rossa al Gran Premio di Monaco, mettendo nel serbatoio una polvere che avrebbe dovuto danneggiare le vetture.
Tale fatto segnò l'inizio della vicenda nota come Spy story.
Nacquero anche polemiche riguardanti la Super Aguri, che era stata accusata dalla Spyker di aver ricevuto parti meccaniche dalla Honda.
Inoltre ritornò in pista Robert Kubica, che non aveva partecipato in via precauzionale al Gran Premio degli Stati Uniti.

### Aspetti tecnici
In vista del Gran Premio, vari team, in particolar modo la Ferrari, apportarono numerose novità tecniche.
La Rossa installò due pinne ai lati dell'abitacolo e allargò la parte interna dell'air scoop per aumentare la potenza del motore.
Un'altra miglioria tecnica era legata alla presenza negli pneumatici posteriori di una copertura, atta ad evitare il più possibile ogni forma di turbolenza negativa.
Williams e BMW ridisegnarono il proprio alettone anteriore basandosi su quello adottato dalla McLaren, mentre la scuderia di Woking sdoppiò le prese d'aria per i freni anteriori e modificò il profilo dei deflettori.

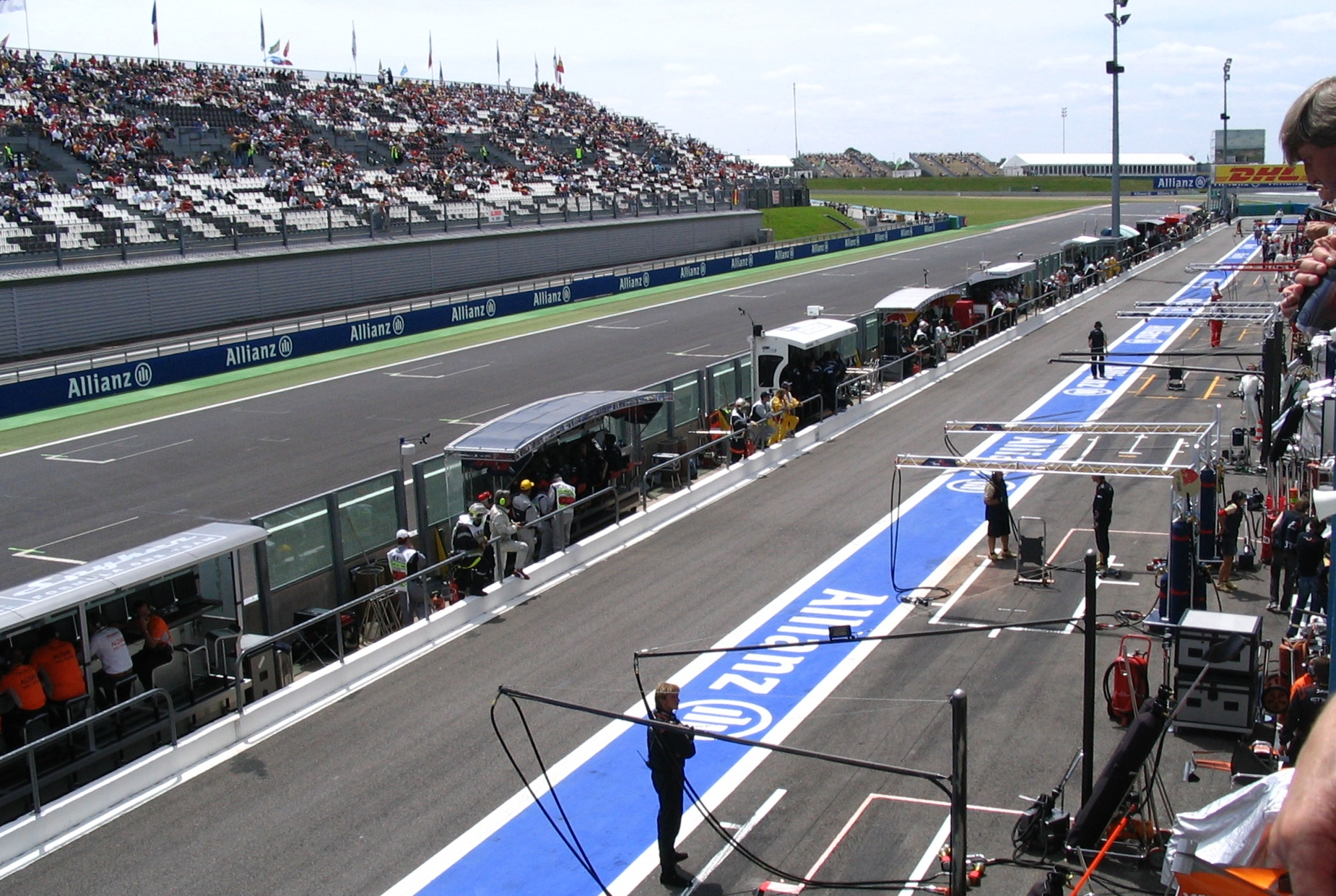
La pit lane

## Prove libere

### Resoconto
In entrambe le sessioni del venerdì le Ferrari ottennero i tempi migliori. Dietro a Räikkönen e Massa giunse, nella prima sessione, Alonso a sette decimi di secondo, seguito da Rosberg, Coulthard ed Hamilton.
Quest'ultimo migliorò poi il proprio piazzamento nella seconda sessione, stabilendosi in seconda fila, preceduto da Scott Speed e seguito da Vitantonio Liuzzi, entrambi su Toro Rosso.
Proprio Liuzzi fu protagonista di un insolito incidente: Anthony Davidson, mentre usciva dai box, speronò la vettura di Liuzzi, perdendo il proprio alettone anteriore nella collisione.
Sabato mattina, invece, fu Hamilton ad assicurarsi la migliore prestazione, seguito dai due ferraristi e dai piloti Renault Kovalainen e Fisichella.
Alonso terminò all'ottavo posto a causa di un problema ad un sensore dei freni.

### Risultati
Nella prima sessione del venerdì, si ebbe la seguente situazione:
| Pos | Nome            | Squadra/Motore   | Tempo    |
| --- | --------------- | ---------------- | -------- |
| 1   | Kimi Räikkönen  | Ferrari          | 1'15"382 |
| 2   | Felipe Massa    | Ferrari          | 1'15"447 |
| 3   | Fernando Alonso | McLaren-Mercedes | 1'16"154 |

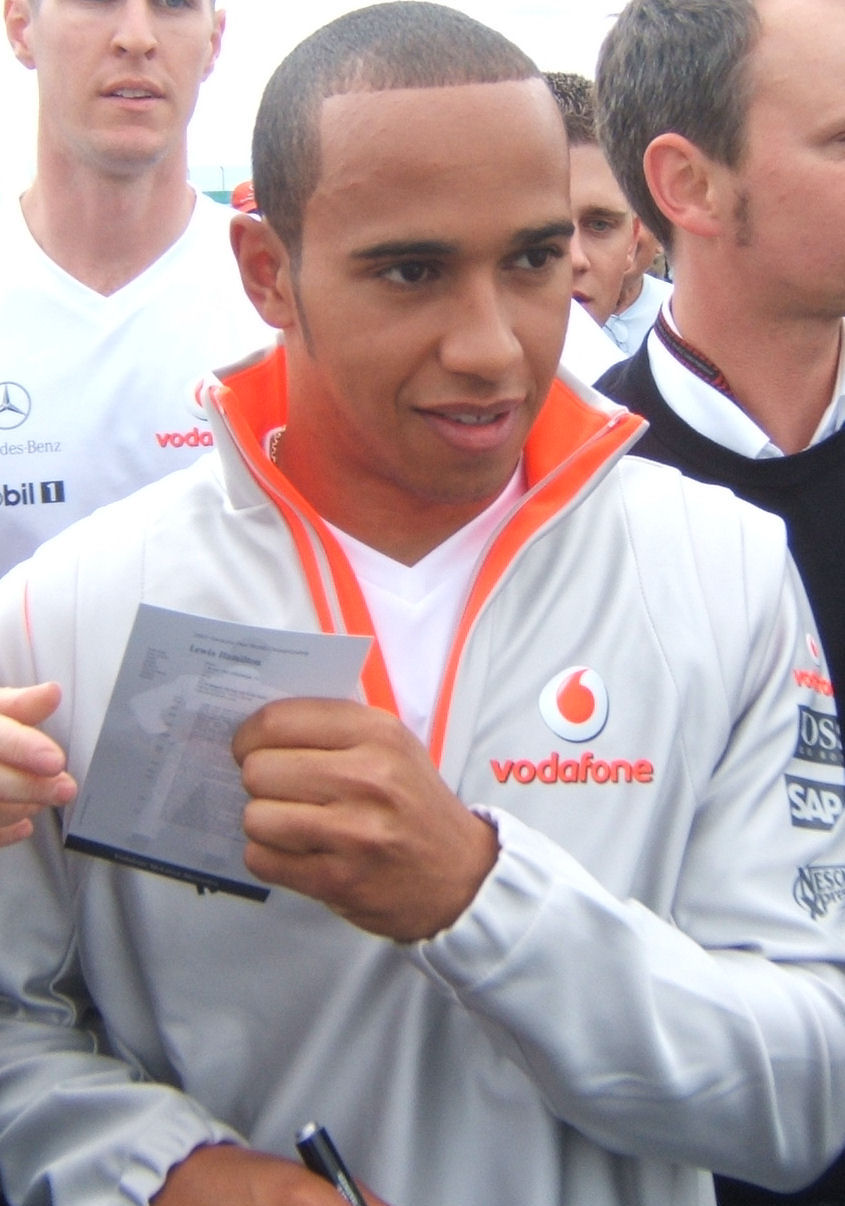
Lewis Hamilton, leader del mondiale e pilota più veloce durante le prove libere del sabato

Nella seconda sessione del venerdì, si ebbe la seguente situazione:
| Pos | Nome           | Squadra/Motore     | Tempo    |
| --- | -------------- | ------------------ | -------- |
| 1   | Felipe Massa   | Ferrari            | 1'15"453 |
| 2   | Kimi Räikkönen | Ferrari            | 1'15"488 |
| 3   | Scott Speed    | Toro Rosso-Ferrari | 1'15"773 |

Nella sessione libera del sabato, si ebbe la seguente situazione:
| Pos | Nome           | Squadra/Motore   | Tempo    |
| --- | -------------- | ---------------- | -------- |
| 1   | Lewis Hamilton | McLaren-Mercedes | 1'14"843 |
| 2   | Felipe Massa   | Ferrari          | 1'14"906 |
| 3   | Kimi Räikkönen | Ferrari          | 1'15"276 |

## Qualifiche

### Resoconto

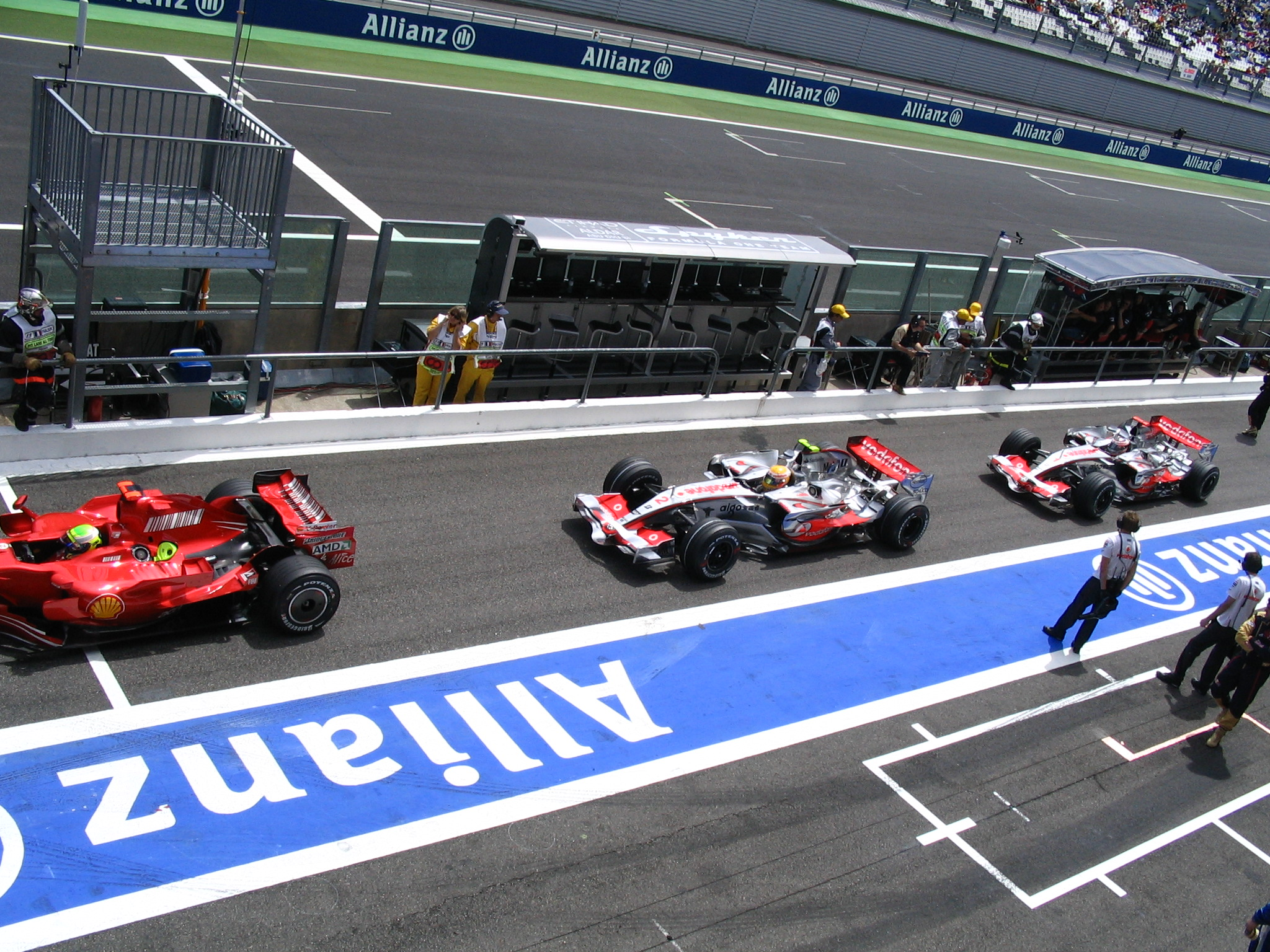
Massa, Hamilton e Alonso all'uscita dei box

Entrambe le Spyker e le Super Aguri vennero eliminate nella Q1, insieme a Alexander Wurz e Liuzzi.
Takuma Satō, giunto diciannovesimo, fu arretrato all'ultimo posto, giacché dovette scontare una penalità con retrocessione di dieci posizioni per aver superato Jenson Button a Indianapolis in regime di bandiere gialle.
La Q1 vide in testa Hamilton, davanti alle due Ferrari e ad Alonso.
Nella Q2 David Coulthard, per problemi al cambio, non riuscì a completare neanche un giro e fu costretto a partire sedicesimo.
Vennero poi eliminati in successione Speed, Webber, le due Honda e Ralf Schumacher.
Button e Barrichello si dichiararono comunque soddisfatti della vettura, anche se, a loro dire, la posizione di partenza non rispecchiava i reali progressi compiuti.
Anche nella seconda sessione Hamilton risultò il più veloce davanti a Massa, Räikkönen e Kubica.
In Q3 fu invece Massa a conquistare la pole position, precedendo di 70 millesimi di secondo il rivale inglese. Il brasiliano nella conferenza stampa elogiò la vettura, asserendo che la Ferrari stava ritornando su ottimi livelli, mentre Hamilton dichiarò che avrebbe potuto conquistare la pole se non avesse commesso un errore alla curva 15.
Räikkönen, terzo, ammise anch'egli di aver compiuto un'imprecisione che gli era costata alcuni decimi di secondo.
Dietro di lui si piazzarono Kubica, Fisichella, Kovalainen, Trulli, Rosberg e Alonso, quest'ultimo fermato da problemi al cambio.
Anche Rosberg dovette affrontare il medesimo inconveniente e, a sua detta, questa sopraggiunta difficoltà gli fece perdere alcuni decimi di secondo nel giro decisivo.

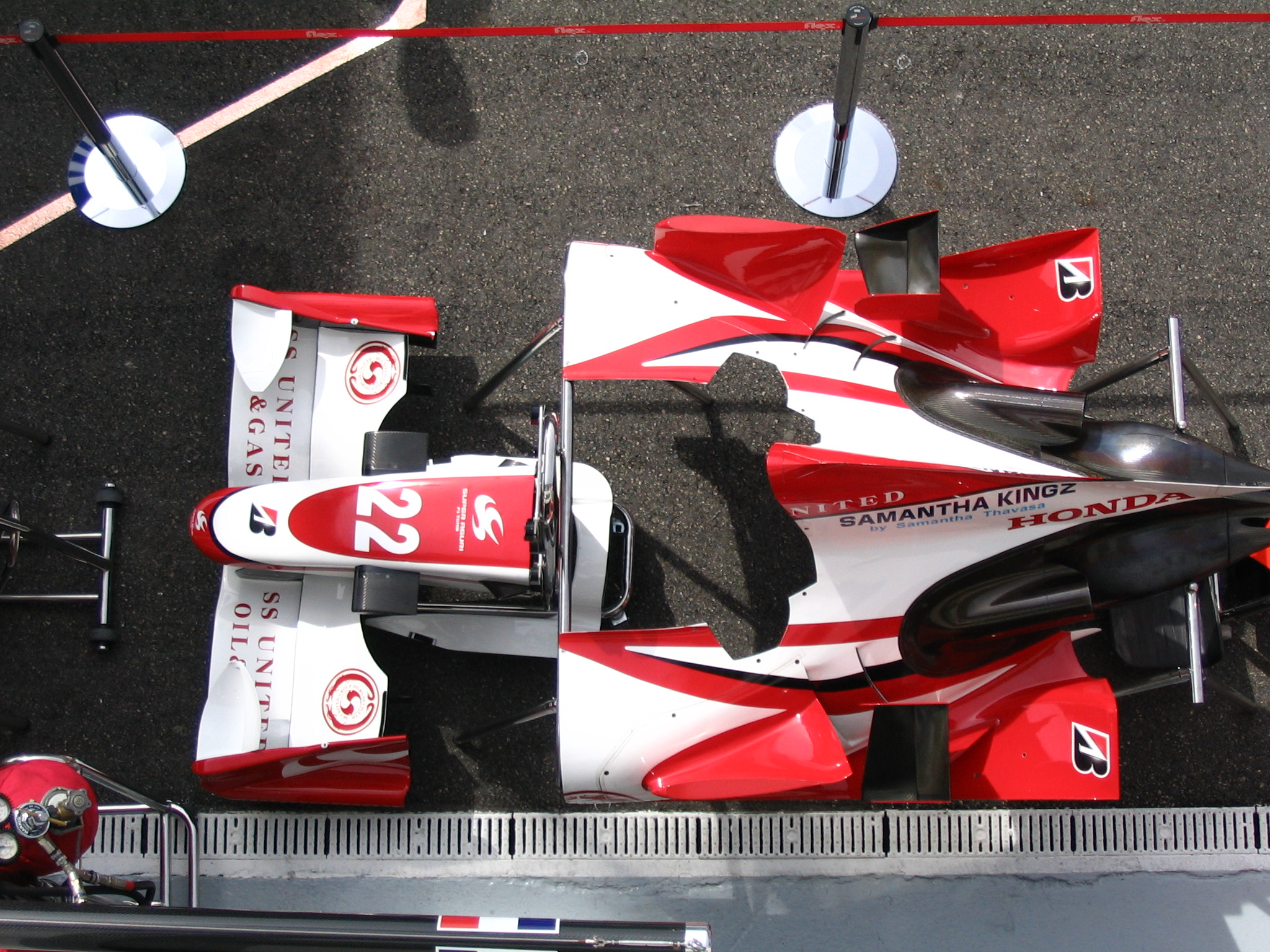
Parti della Super Aguri SA07 di Takuma Satō nei box del team giapponese

### Risultati
| Pos | Nome                 | Costruttore        | Q1       | Q2       | Q3       |
| --- | -------------------- | ------------------ | -------- | -------- | -------- |
| 1   | Felipe Massa         | Ferrari            | 1'15"303 | 1'14"822 | 1'15"034 |
| 2   | Lewis Hamilton       | McLaren-Mercedes   | 1'14"805 | 1'14"795 | 1'15"104 |
| 3   | Kimi Räikkönen       | Ferrari            | 1'14"872 | 1'14"828 | 1'15"257 |
| 4   | Robert Kubica        | BMW Sauber         | 1'15"778 | 1'15"066 | 1'15"493 |
| 5   | Giancarlo Fisichella | Renault            | 1'16"047 | 1'15"227 | 1'15"674 |
| 6   | Heikki Kovalainen    | Renault            | 1'15"524 | 1'15"272 | 1'15"826 |
| 7   | Nick Heidfeld        | BMW Sauber         | 1'15"783 | 1'15"149 | 1'15"900 |
| 8   | Jarno Trulli         | Toyota             | 1'16"118 | 1'15"379 | 1'15"935 |
| 9   | Nico Rosberg         | Williams-Toyota    | 1'16"092 | 1'15"331 | 1'16"328 |
| 10  | Fernando Alonso      | McLaren-Mercedes   | 1'15"322 | 1'15"084 | Cambio   |
| 11  | Ralf Schumacher      | Toyota             | 1'15"760 | 1'15"534 |          |
| 12  | Jenson Button        | Honda              | 1'16"113 | 1'15"584 |          |
| 13  | Rubens Barrichello   | Honda              | 1'16"140 | 1'15"761 |          |
| 14  | Mark Webber          | Red Bull-Renault   | 1'15"746 | 1'15"806 |          |
| 15  | Scott Speed          | Toro Rosso-Ferrari | 1'15"980 | 1'16"049 |          |
| 16  | David Coulthard      | Red Bull-Renault   | 1'15"915 | Cambio   |          |
| 17  | Vitantonio Liuzzi    | Toro Rosso-Ferrari | 1'16"142 |          |          |
| 18  | Alexander Wurz       | Williams-Toyota    | 1'16"241 |          |          |
| 19  | Anthony Davidson     | Super Aguri-Honda  | 1'16"366 |          |          |
| 20  | Christijan Albers    | Spyker-Ferrari     | 1'17"826 |          |          |
| 21  | Adrian Sutil         | Spyker-Ferrari     | 1'17"915 |          |          |
| 22  | Takuma Satō          | Super Aguri-Honda  | 1'16"244 |          |          |

## Gara

### Resoconto

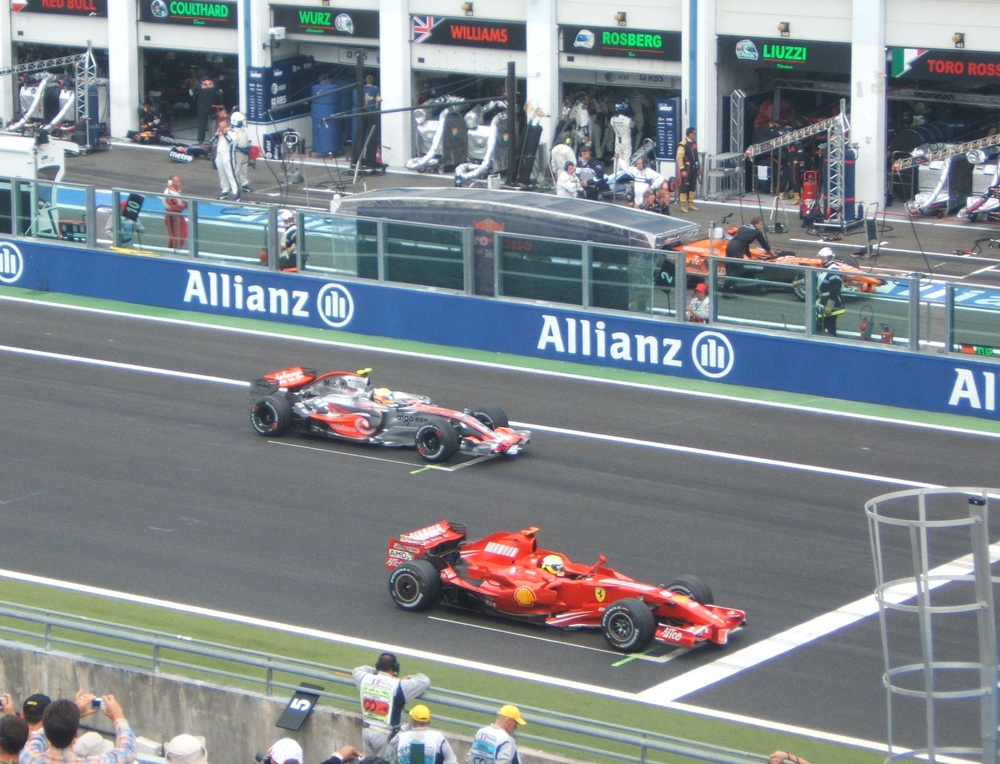
La prima fila del GP di Francia.
La Ferrari di Massa presentò negli pneumatici posteriori dei nuovi cerchioni, assai diversi da quelli di Hamilton.

Durante la notte precedente al Gran Premio, per via di un incidente di un elicottero, rimasero uccisi Emmanuel Longobardi, noto PR, il pilota Pierre Bennehard e il neozelandese Simon MacGill, mentre un impiegato della Bridgestone e suo nipote rimasero feriti.
Per ciò che concerne la gara, Adrian Sutil decise di partire dai box.
Al via Massa va subito in testa e Räikkönen passa Hamilton, portandosi quindi in seconda piazza, mentre nelle retrovie, un contatto tra Davidson e Liuzzi costringe entrambi i piloti al ritiro.
Sempre nel corso del primo giro, alla curva Adelaide Jarno Trulli colpisce Kovalainen.
Il pilota italiano è costretto al ritiro, mentre il finlandese vede la sua corsa compromessa.
A fine gara Trulli si scuserà con Kovalainen per l'incidente provocato.
Alonso, in questo modo, è ottavo, per poi salire al settimo posto dopo il sorpasso su Rosberg, alla curva Lycee, nel corso del secondo giro; l’asturiano attacca anche Heidfeld, tre giri dopo nello stesso punto, ma viene ripassato in uscita di curva. Rimarrà bloccato alle spalle del tedesco fino al sedicesimo giro, quando va ai box per rifornire.
Nella stessa tornata rientra anche Hamilton, imitato al diciannovesimo passaggio da Massa e al ventiduesimo da Räikkönen. Dopo gli stop l’ordine è Massa, Räikkönen, Hamilton, Kubica, Button, che non ha rifornito, Heidfeld, Fisichella e Alonso.
Durante i pit stop il finlandese della Ferrari ha ridotto a due i secondi di svantaggio nei confronti del compagno di squadra. Alonso continua ad attaccare e nel corso del ventitreesimo giro, infila Fisichella alla curva Adelaide. Dieci giri dopo avrà finalmente ragione di Heidfeld, inventandosi letteralmente un sorpasso alla chicane Imola. Nel frattempo Button ha rifornito al giro 32, con una Honda che ha beneficiato delle ultime migliorie.

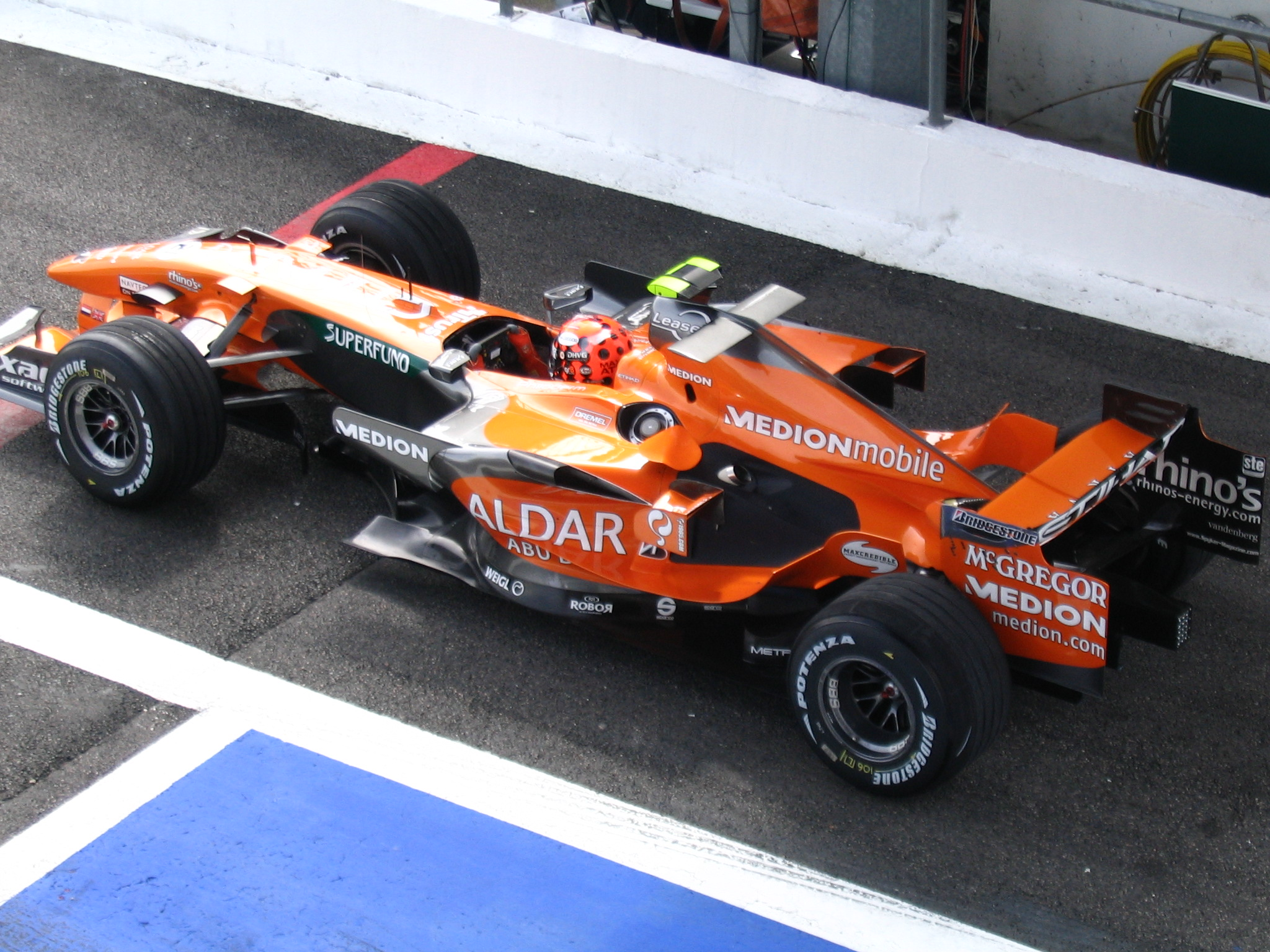
Christijan Albers, protagonista di un incidente all'uscita della pit lane

Al ventottesimo giro Christijan Albers si ritira per un imprevisto ai box, ripartendo con il bocchettone del rifornimento ancora inserito.
Al trentasettesimo giro Hamilton, rientra per il rifornimento ma monta di nuovo gomme dure, chiarendo che ha una strategia a tre soste; si ritrova in battaglia con Kubica e lo passa subito al tornante Adelaide, mettendo al sicuro il terzo posto. Massa rifornisce al giro 43, quando ha 3”5 su Räikkönen; il finlandese ha tre giri aggiuntivi in cui riesce a costruire il margine per guadagnare la testa della corsa. Alonso, fermatosi al trentasettesimo giro ma avendo imbarcato benzina per andare fino in fondo, si ritrova nuovamente dietro a Fisichella e Heidfeld, che hanno rifornito una decina di giri dopo, mantenendo così le loro posizioni.
Räikkönen vince la gara davanti al proprio compagno di squadra e ad Hamilton, concretizzando la prima doppietta stagionale. L’inglese consolida il primato nel mondiale complice il deludente risultato di Alonso.
A fine corsa Massa sosterrà di aver perso la prima piazza per colpa del traffico incontrato dopo la sua sosta.

### Risultati
| Pos | N. | Pilota               | Costruttore        | Giri | Tempo/Ritiro/Media          | P. al via | Punti |
| --- | -- | -------------------- | ------------------ | ---- | --------------------------- | --------- | ----- |
| 1   | 6  | Kimi Räikkönen       | Ferrari            | 70   | 1h30'54"200 - 203.679 km/h  | 3         | 10    |
| 2   | 5  | Felipe Massa         | Ferrari            | 70   | +2"414                      | 1         | 8     |
| 3   | 2  | Lewis Hamilton       | McLaren-Mercedes   | 70   | +32"153                     | 2         | 6     |
| 4   | 10 | Robert Kubica        | BMW Sauber         | 70   | +41"727                     | 4         | 5     |
| 5   | 9  | Nick Heidfeld        | BMW Sauber         | 70   | +48"801                     | 7         | 4     |
| 6   | 3  | Giancarlo Fisichella | Renault            | 70   | +51"940                     | 5         | 3     |
| 7   | 1  | Fernando Alonso      | McLaren-Mercedes   | 70   | +56"516                     | 10        | 2     |
| 8   | 7  | Jenson Button        | Honda              | 70   | +58"885                     | 12        | 1     |
| 9   | 16 | Nico Rosberg         | Williams-Toyota    | 70   | +1'08"505                   | 9         |       |
| 10  | 11 | Ralf Schumacher      | Toyota             | 69   | +1 giro                     | 11        |       |
| 11  | 8  | Rubens Barrichello   | Honda              | 69   | +1 giro                     | 13        |       |
| 12  | 15 | Mark Webber          | Red Bull-Renault   | 69   | +1 giro                     | 14        |       |
| 13  | 14 | David Coulthard      | Red Bull-Renault   | 69   | +1 giro                     | 16        |       |
| 14  | 17 | Alexander Wurz       | Williams-Toyota    | 69   | +1 giro                     | 18        |       |
| 15  | 4  | Heikki Kovalainen    | Renault            | 69   | +1 giro                     | 6         |       |
| 16  | 22 | Takuma Satō          | Super Aguri-Honda  | 68   | +2 giri                     | 22        |       |
| 17  | 20 | Adrian Sutil         | Spyker-Ferrari     | 68   | +2 giri                     | 21        |       |
| Rit | 19 | Scott Speed          | Toro Rosso-Ferrari | 55   | Cambio                      | 15        |       |
| Rit | 21 | Christijan Albers    | Spyker-Ferrari     | 28   | Incidente ai box            | 20        |       |
| Rit | 23 | Anthony Davidson     | Super Aguri-Honda  | 1    | Collisione con V.Liuzzi     | 19        |       |
| Rit | 12 | Jarno Trulli         | Toyota             | 1    | Collisione con H.Kovalainen | 8         |       |
| Rit | 18 | Vitantonio Liuzzi    | Toro Rosso-Ferrari | 0    | Collisione con A.Davidson   | 17        |       |

## Classifiche

### Piloti
| Pos | Pilota               | Punti |
| --- | -------------------- | ----- |
| 1   | Lewis Hamilton       | 64    |
| 2   | Fernando Alonso      | 50    |
| 3   | Felipe Massa         | 47    |
| 4   | Kimi Räikkönen       | 42    |
| 5   | Nick Heidfeld        | 30    |
| 6   | Robert Kubica        | 17    |
| 7   | Giancarlo Fisichella | 16    |
| 8   | Heikki Kovalainen    | 12    |
| 9   | Alexander Wurz       | 8     |
| 10  | Jarno Trulli         | 7     |
| 11  | Nico Rosberg         | 5     |
| 12  | David Coulthard      | 4     |
| 13  | Takuma Satō          | 4     |
| 14  | Mark Webber          | 2     |
| 15  | Ralf Schumacher      | 2     |
| 16  | Jenson Button        | 1     |
| 17  | Sebastian Vettel     | 1     |

### Costruttori
| Pos | Costruttore       | Punti |
| --- | ----------------- | ----- |
| 1   | McLaren-Mercedes  | 114   |
| 2   | Ferrari           | 89    |
| 3   | BMW Sauber        | 48    |
| 4   | Renault           | 28    |
| 5   | Williams-Toyota   | 13    |
| 6   | Toyota            | 9     |
| 7   | RBR-Renault       | 6     |
| 8   | Super Aguri-Honda | 4     |
| 9   | Honda             | 1     |